# ニンテンドードリーム
『ニンテンドードリーム』（Nintendo DREAM）は、アンビットが発行し、徳間書店が発売している任天堂ゲーム機専門雑誌。通称は「ニンドリ」。毎月21日発売。公称発行部数は15万部。

## 概要
1996年にNINTENDO 64発売に合わせ創刊。当時の誌名は『The 64DREAM』（ザ・ロクヨンドリーム）。競合誌である『ファミ通DS+Wii』や『電撃Nintendo』（いずれもKADOKAWA刊行）などと違い、派生元や前身となる雑誌を持たずに創刊された。編集部員も初代編集長の左尾昭典をはじめ、それまでゲーム雑誌に携わったことのない者が多かった。
イラストコンテストなど、読者投稿を基盤とした企画に力を入れているのも特徴で、ゲームクリエイターの桜井政博は『ニンドリ』を「他にはないほどファンに特化している雑誌」と評している。

### 誌名の由来
当初は「64WORLD」という誌名にする予定で任天堂に提出するための企画書を作っていたが、提出する前日の朝に「64DREAM」という誌名が頭に浮かび、その場で企画書の表紙だけを打ち直したと、初代編集長の左尾昭典が述べている。そのため、誌名の由来に関して深い意味はないようだが、現在は「読者に夢（DREAM）を届ける雑誌」という意味で落ちついたようで、宮本茂もこの意味で祝辞を送った事がある。

## 沿革

### The 64DREAM
1996年7月5日に毎日コミュニケーションズ（現・マイナビ）から『The 64DREAM』創刊準備号が刊行、2号目の1996年11月号（9月21日発売）から毎月21日発売の任天堂ゲーム機専門雑誌として本格的にスタートする。毎号シールが特別付録としてついており、読者には非常に好評で（追従してシールを付録とする他の64専門誌も出るほどだった）、ファミリー読者を中心に「ロクドリ」の愛称で支持される。任天堂系雑誌でありながら当時の任天堂の方針を批判したり議論したりする「64フォーラム」など濃いコーナーもあり、また他雑誌では扱いの小さかった『ゲッターラブ!!』の大々的な特集を組むなどしている。
誤植がよく見受けられるのもこの頃からの特徴で、特に有名なものでは任天堂を「天任堂」と間違えたり、プレゼントキャンペーン用電話番号を殆ど違う場所に繋がるものを載せる、といったものがある。こういった誤植は読者からも多々ネタにされ、ついには「ゴショッカー」なるキャラが誕生したこともある。
2000年3月21日より『Nintendoスタジアム』がこれまでの徳間書店から毎日コミュニケーションズ発行に変更され本誌の兄弟誌となる。その際、『Nintendoスタジアム』の編集部は独立して編集プロダクション「アンビット」を設立。これ以降、双方の編集部が共同で攻略本を制作するということも行われるようになる。

### Nintendo DREAMに誌名変更
ハードの世代交代に伴い2001年5月号（3月21日発売 Vol.56）より誌名変更、『Nintendo DREAM』となる。基本的な構成内容は『ロクドリ』を踏襲。

### Nintendoスタジアムとの統合による月2回刊化
2002年8/21号（7月19日発売 Vol.72）より同じく月刊誌であった『Nintendoスタジアム』と統合され、毎月6日と21日に発売の月2回刊となる。月2回刊での発売は当時の任天堂ハード専門誌としては唯一のものだった。統合以降、編集部は『Nintendoスタジアム』を編集していたアンビットの社内に設置されたが、これまでの編集部員も一部を除いて合流し編集を継続している。2003年7/21号（6月21日発売 Vol.93）よりリニューアル。それまで読者交流ページなど一部紙面がモノクロだったが全誌面カラー化し、『ロクドリ』以降名物であった「ハミダシ」情報（ページの左右枠）がほぼ全ページに付加される。また、毎号付録が付くようになる。
なお統合された『Nintendoスタジアム』（2002年6月21日発売の8月号にて事実上休刊）は、かつて徳間書店から発売されていた任天堂ゲーム機専門誌『ファミマガ64』（1996年に『ファミリーコンピュータMagazine』から誌名変更）が1998年3月に休刊した後、編集者の一部を引き継いで同年7月に新創刊された任天堂ゲーム機専門誌である。

### 再び月刊化
2005年7月号（5月21日発売 Vol.135）からは刊行ペースが月刊に戻り、誌面をリニューアル。「月刊マリオの王国」などの新コーナー（後述）が誕生した。『ロクドリ』時代の編集者減少のためか、「ハミダシ」情報が前回のリニューアル以前と比べても減少した。

### ニンテンドーDSとWiiの普及に伴うリニューアル
さらに、2007年1月号（2006年11月21日発売 Vol.153）で誌面をリニューアルした。パッと見た目は大きく変わっていないが、これまでより高年齢層が読めるようなリニューアルがところどころ行なわれている。
- 2007年2月号（2006年12月21日発売 Vol.154）から、表紙の構成と文字フォントが『電撃NINTENDO64』（現・『電撃Nintendo』）に似た「大人向け」を意識したものになった。
- インタビュー記事が大幅に増えた。
- 初出しの独占情報が増えた。
- 『ルミナスアーク』、『リーズのアトリエ』など、他の任天堂系列雑誌ではあまり見られないコアユーザー向けの記事が大幅に増えている。
- 2008年2月号（2007年12月21日発売 Vol.166）より、表紙表題「Nintendo DREAM ニンドリ」に加え、「DS&Wii専門誌」と追記されるようになった。

### 発行・発売元変更
本誌は創刊より毎日コミュニケーションズから発行・発売されていたが、2011年1月号（2010年11月20日発売 Vol.201）より、アンビット発行、徳間書店発売となる。
なお、徳間書店がゲーム雑誌を発売するのは『Nintendoスタジアム』2000年3・4月合併号（1月21日発売）以来のことである。同誌は前述の通り2000年5月号（3月21日発売）より毎日コミュニケーションズ発行となった後、2002年7月に本誌と統合されている。紆余曲折を経て、かつて徳間書店から発売されていた『ファミリーコンピュータMagazine』の流れを汲む任天堂ゲーム機専門雑誌が、再び同社のもとへ戻った形となった。

## 主な連載企画
「ニンドリ学園」などの読者ページの投稿は、本誌に同封してあるアンケートハガキ裏の下の枠に書く事も出来る。以下連載終了のものも含む。
学校法人 ニンドリ学園
読者から寄せられたハガキを紹介していく。真面目なものや面白回答まで幅広い。雑誌編集者などに言いたい事も紹介される。スペースは小さいが、コーナーもある。かつて、月2回刊時にオールカラーになったときは、タイトル後に「COLORS」が付加されていた。また、再び月刊誌となってからしばらくは、「COLORS」の代わりにタイトル前後に毎月ランダムで変な表記が付加されていた（スピリッツ、タロウなど）。
- フリートーク
- 今号の目標
- ダジャレドリーム
- 一発!芸達者
- 今週の日直さん
- 異論・反論、どっちでSHOW!?
- 正夢、アホ夢、私のドリーム
- オラが村のお宝自慢
- 学園父母の会→学園ファミリー会
- 真実戦隊ウソナンジャー
- あぁ無情!「そんなバカな」の失敗談!
- こんな○○はイヤだ!
- クイズNニンドレア
- ちょっと気になる、こんなコト
- 一言インプレッション
- 底ぬけニガオエ教室
- まんが4コマ夢ばなし

デス仙人の教えてあ・げ・る♥（現・デス仙人の教えてあげるR）
デス仙人と呼ばれる人物が、読者の質問（主にゲーム関係）に答えるコーナー。デス仙人は「ドクターペッパー」など変態飲料に関しても詳しい。『The 64DREAM』時代は「ゴリラでもわかる64教室」というタイトルだった。2006年12月号で突然の連載終了。そして翌月、デス仙人の教えてあげるR（リターンズ）として復活。しかも2ページにボリュームアップした。
かつてコーナータイトルのイラストにいたメガネの女子は、手下のデス仙人レディ。彼女も本誌に連載を持っていた時期があったが、月刊化時にコーナー打ち切り。その後、姉妹誌の『ゲームキャラグラフ』でコーナーを再開するも、こちらも打ち切りとなった（設定上だけでなく、実際にデス仙人が経営する編集プロダクションの女子社員らしい）。リターンズになった際にレディの連載も不定期ながらも復活。果ては新キャラのJr.（仮名）も不定期連載を始める。しかし、2008年2月号でレディがお嫁に行くことになり業界を引退することになったのでレディのお部屋は終了した。2009年7月号でレディ2号目がお披露目された。
ゲームソフトファンクラブ
読者から寄せられた、イラストが入ったゲームの感想や意見をそれぞれ～部といった風に分けて紹介。主に任天堂のゲームはシリーズごと、サードパーティのゲームは会社ごと分ける。自分の好きなキャラクターを紹介する「愛をさけ部」もある。
任天堂公式Q&A 任天堂の質問箱
読者の疑問を、任天堂企画部GMの萩島光明が答える。前身である『The 64DREAM』創刊準備号から続いていた名物コーナー。コーナー開始時は任天堂広報の本郷好尾が回答を担当していたが、本郷が部署移動後は担当が変更。その後担当となった萩島は「Hさん」という名前で顔も出さなかったが、通巻100号を機に読者の要望に応えて顔と名前を明らかにした。2007年2月号で連載終了。
どうぶつの森 暮らしみせっこ
『どうぶつの森』の投稿コーナー。読者が作った洋服のデザインや村メロ、村の生活などを紹介。企画としてカードeリーダーを利用し、読者から募集を行い、ダチョウのキャラクター「ニンドリくん」が作られた。
『おいでよ どうぶつの森』発売以降は、編集部の作った村に読者を招待する「おいでよニンドリ村だより」、個人の村をWifi通信により取材する「村じまんレポート」、読者同士でフレンドコードを交換し合う「みんなのおでかけ広場」などが加わった。
月刊マリオの王国
マリオファミリーのファンページ。マリオに関するいろいろな特集や、街角のマリオに似た物を紹介するコーナーなど様々。
ゼルダの論説
ゼルダの伝説シリーズのファンページ。月によっては無かったりもする。歴代の作品を比べるなどの企画が多く、その反面で読者投稿は他のコーナーよりも少なめ。
カービィまんまるだより（現・まだまだふくらむ!!星のカービィ）
星のカービィシリーズのファンページ。身の回りにあるカービィ、カービィグッズじまんなどがある。
バンブラやろうぜ
『大合奏!バンドブラザーズ』のコーナー。ほぼ毎回、バンブラのエディットモードで楽しめる楽譜（ゲームミュージック）が掲載される。他にも、手軽に奏でることのできる、ショートフレーズコーナーもある。
エムブレム・ギルド
ファイアーエムブレムシリーズのファンページ。読者投稿がかなり多め。人気投票なども時たま行われる。
MOTHERのゆりかごだってR
MOTHERシリーズのファンページ。題字を書いているのは、『MOTHER』の生みの親である糸井重里本人である。
ポケモン堂Ultimate（現・ポケモン堂 EXPERT）
ポケットモンスターシリーズに関する情報を取り上げるページ。イベントや関連商品の情報がメイン。現時点で投稿コーナーはない。
カプコマニア リターンズ
カプコンの情報を取り上げるページ。カプコンのゲーム情報のほか、ロックマンエグゼシリーズの原画などを掲載している。
セガ&フレンズ
セガの情報を取り上げるページ。
KONAMIチャンネル
KONAMIの情報を取り上げるページ。パワプロシリーズコーナーなどがある。
バンダイナムコミュージアム
バンダイナムコゲームスの情報を取り上げるページ。
まべなび マーベラスAQL ナビゲーション
マーベラスAQLの情報を取り上げるページ。ルーンファクトリーシリーズのコミックなどがある。
レベルファイブ レボリューション
レベルファイブの情報を取り上げるページ。レベルファイブ所属のデザイナー長野拓造のコーナーなどがある。
ドリームキングダム
読者から寄せられたイラストを紹介するコーナー。ハガキの内容によって、以下の区分に分けられる。
- 今月のイチオシ!……その月の投稿作品から1点選出。コーナー巻頭に一番大きく掲載され賞品として粗品が送られる。コーナー巻頭にはそれ以外にキングサイズ相当の大きさで数点掲載。
- キングサイズ……今月のイチオシ!につぐ大きさで掲載される。
- クィーンサイズ……キングサイズよりもやや小さめなサイズで載る。
- ジャックサイズ……上記3サイズよりも一際小さい極小サイズで載る。
- アンダーイレブン……11歳以下の投稿者の作品から掲載。投稿の際は年齢を書かなくてはいけない。
- 合作ランド……合作作品からの掲載。
- しんえいたい……投稿者へのファンコールイラスト。
- ブッチぎれ!……ネタ絵のコーナー。

すすんだ!!天任家族（連載終了）
時事ニュースやタイムリーなゲームソフトで展開するギャグ漫画。作画は漫画家のはやのん。
連載開始時はモノクロの2ページだったが、現在はフルカラーの2ページ。かつては「すすめ!天任家族」というタイトルだった。
登場人物
- ダッシュくん
- かあさん
- イガリン
- ボギー

キャラかみ
ゲームに登場するキャラクターを描いたイラストレーターに、質問形式でインタビューをするコーナー。イラスト入りの色紙や、ゲームキャラクターのラフイラストなども掲載される。
楽曲魂
ゲーム音楽の作曲家にインタビューをするコーナー。
ドリテクアカデミー
発売中のゲームの秘密パスワード、ウラ技などを紹介。編集部情報が多いが、読者投稿ももちろん受け付けており、評価によってはおもちゃ券がプレゼントされる。かつては「ドリテクの殿堂」「ドリテク鮮果場」というタイトルだった。
パリ発任天堂レポート
フランスの雑誌編集者フロラン・ゴルジュによる海外ゲーム情報コーナー。
14歳からのゲーム哲学（現・平林久和のゲーム解剖学）
ゲームアナリスト平林久和がゲームの哲学を語る。
Nintendo Topics
最新ニュースのほか、本誌初代編集長の左尾昭典や『ファミリーコンピュータMagazine』元編集長の山本直人らのコラムなどを掲載。かつては「毎月新聞」（『毎日新聞』のパロディ）「ニンドリスクランブル」「マンスリーニンドリチャンネル」というタイトルだった。
ランキング研究所
ソフトの売り上げ、読者が期待する発売前のソフトをランキングで紹介。2018年6月号まではテレビゲーム専門店ゲームズマーヤ店長のコラムも連載されていた。
ソフト発売スケジュール
ソフトの発売日を掲載。
開発スタッフインタビュー
不定期に行われる。発売前や話題のゲームの開発者のインタビューを数ページに渡って掲載。

## 任天堂との協力
これまでにいくつか任天堂の協力を得て独自企画を行っている。以下が主な例である。
スターフォックス〜さらば愛しのファルコ〜
『スターフォックス64』と『スターフォックスアドベンチャー』の間のストーリーを描いたオフィシャルコミック。描いたのは、当時本誌の編集部員であり、現在は任天堂のデザイナーとして活躍している中植茂久。『アドベンチャー』発売前に本誌に掲載され、発売時期には店頭で小冊子として無料配布された。現在は『アドベンチャー』の公式ページで読むことができる。
ゼルダの伝説 時のオカリナGC裏
『ゼルダの伝説 風のタクト』の予約特典として配布された『時のオカリナGC』の裏（ダンジョンが変化した、難易度が高いバージョン）の攻略ガイド作成を担当。現在は『風のタクト』の公式ページで読むことができる。また、1998年の『時のオカリナ』（オリジナル版）発売時には、早期購入特典として、中盤のダンジョンまでの攻略小冊子が配布されたが、その時も本誌（当時は『The 64DREAM』）が協力した。
大合奏!バンドブラザーズシリーズ
大合奏!バンドブラザーズ 追加曲カートリッジ
2005年9月26日に発売された追加曲カートリッジの収録曲のうち5曲は、本誌が「バンブラやろうぜ」のコーナー（上述）でかつて掲載したものに、任天堂側が一部修正を加えたものである。
バンブラDX作曲コンテスト
上記内容の系譜ともいえるもので、続編『大合奏!バンドブラザーズDX』にて実施された企画。「バンブラやろうぜ」で行われている読者参加企画で、「スーパーマリオブラザーズ地上BGMアレンジコンテスト」と「大募集!任天堂ミュージック」というお題で曲を募集し、編集部と任天堂のスタッフで選考・審査が行われた。入選作品は任天堂側から公式にニンテンドーWi-Fiコネクションでダウンロードできた。
ニンドリラジオ
『大合奏!バンドブラザーズP』のゲーム内で配信されたWebラジオ番組。マスコットの「ニンドリくん」が登場し、読者から募集した任天堂ソフトのアレンジ楽曲の配信も行われた。

## ニンドリ博
2006年8月26日・27日、本誌主催のイベント「ニンドリ博」が開催された（企画時は「ドリキン展」「ニンドリ展」）。入場者数1312人。

### コーナー名と詳細
ウェルカムボード
会場に来た漫画家・クリエイターが、あいさつ文・絵などを書き込む。
バックナンバーコーナー
『ニンドリ』『ロクドリ』のバックナンバーを自由に閲覧できる。
色紙コーナー
クリエイターがサインした色紙を展示。
レアグッズコーナー
クリエイターサイン入りゲーム機や任天堂関連のレアグッズの展示。キャラクター（マリオコーナー、ゼルダコーナー…）ごとに分かれていた。
ゲームボーイコーナー
いろいろなデザインのゲームボーイを展示。
物販コーナー
ぬいぐるみ、Tシャツ、CD、『ニンドリ』のバックナンバーなど、任天堂や本誌関連グッズを販売。
記念写真コーナー
マリオのぬいぐるみ、編集者と記念写真を撮れる。有料だった。

## 歴代編集長
- 初代 左尾昭典（通称サオヘン）：Vol.1（1996年創刊準備号）からVol.134（2005年5/21・6/6合併号）まで
  - 現在は京都でフリーライターとして活動中[8]。退任後もしばしば誌面に登場し、『京都ええとこZ注目』と題したコラムを執筆していた時期もあった。
- 二代目 （編集長不在）：Vol.135（2005年7月号）からVol.195（2010年7月号）まで
  - この時期は編集長という役職は置かれておらず、ディレクターという役職が存在。歴代ディレクターは、Vol.135（2005年7月号）からVol.161（2007年9月号）まで左尾昭典、Vol.162（2007年10月号）からVol.167（2008年3月号）まで中北亘、Vol.168（2008年4月号）からVol.195（2010年7月号）まで岩井浩之。
- 三代目 岩井浩之（通称MW岩井）：Vol.196（2010年8月号）からVol.200（2010年12月号）まで
  - Vol.200までの編集長とディレクターはすべて毎日コミュニケーションズ在籍（就任当時）。
- 四代目 五十嵐達雄（通称マッスル・イガリン）：Vol.201（2011年1月号）からVol.230（2013年6月号）まで
  - 初のアンビット在籍の編集長。実家の精肉店を継ぐため退職。現在は五反田に店を構える「岸商店」の店長を務めており、店長になったあとにニコニコ生放送に出演したこともある。
- 五代目 坂井一哉（通称カズヤ）：Vol.233（2013年9月号）からVol.286（2018年2月号）まで
  - 五十嵐に続きアンビット在籍の編集長。
- 六代目 冠美花（通称りふぁ）：Vol.287（2018年3月号）からVol.333（2022年2月号）まで
  - 初の投稿者出身の編集長。
- 七代目 嘉山直幸（通称かややん）：Vol.334（2022年3月号）から

## 姉妹誌
ゲームキャラグラフ
毎日コミュニケーションズ発行。2005年創刊。公式イラストの掲載スペースを大きく取るなどキャラクターの魅力を紹介することに重点を置く内容だった。ニンドリと違い任天堂のゲーム機以外のゲームも扱っていた。
G-Fan
大都社発行。『ゲームキャラグラフ』の後継誌で、『ファンロード』の別冊という扱いだった。誌面の内容自体は『ゲームキャラグラフ』とほぼ変わっていない。2007年休刊。

## 関連人物
- トランセル種市 - 元本誌編集者。
- 中植茂久 - 元本誌編集者。現在は任天堂東京制作部に在籍。

## その他
- ニンドリ読者の挨拶、またはニンドリ読者自体を表す言葉として「ニンドリャー」というのがあり、誌面で使われるほか、ゲームのイベントなどで実際に使う者もいる。